# Конотопський авіаремонтний завод «Авіакон»
Конотопський авіаремонтний завод «Авіако́н» — державне підприємство авіаційної промисловості України, розташоване в Конотопі на Сумщині.
Підприємство забезпечує діагностику, капітально-відновлювальний ремонт, переобладнання і модернізацію вертольотів сімейства Мі всіх типів і модифікацій, а також виробництво гумовотехнічних виробів для їхніх агрегатів.

## Історія

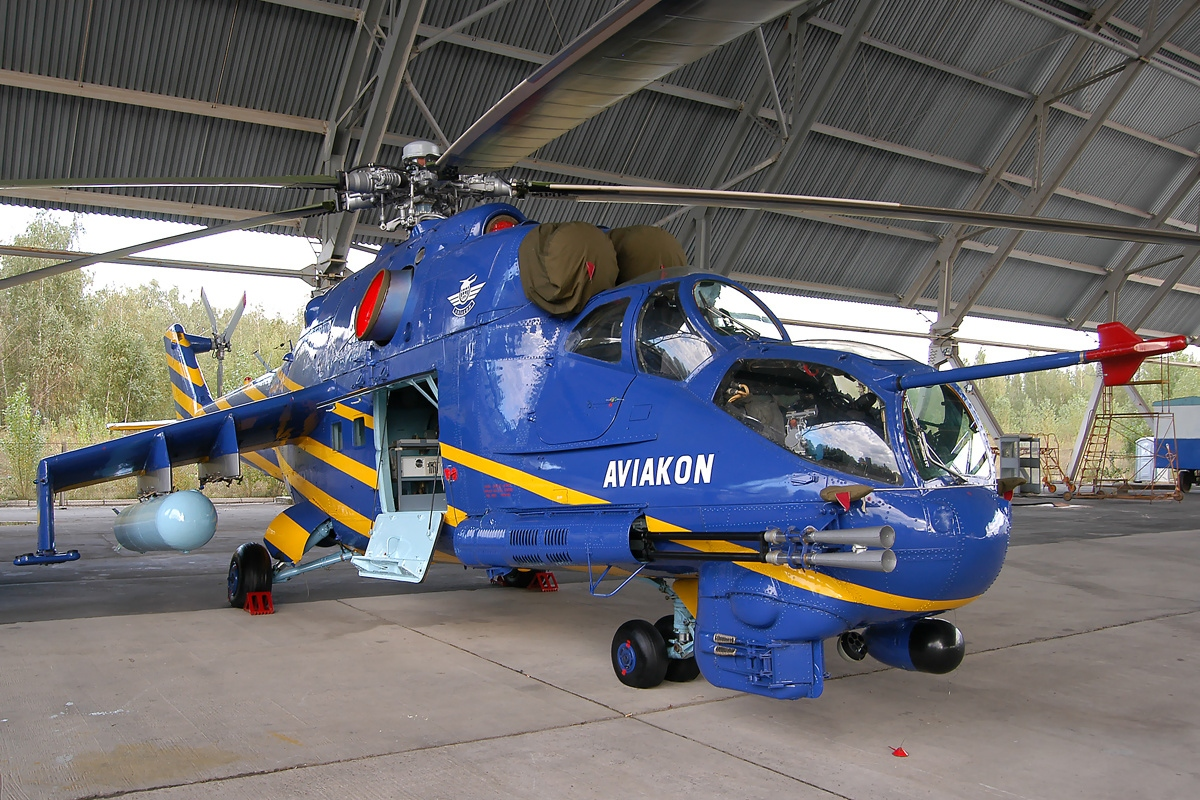
Мі-24П (2008 рік)

### Хронологія подій

#### 1931—1991
Підприємство засноване у 1931 році як авіаційні майстерні у складі 18-го авіапарку 18-ї авіабригади УВО, які виконували ремонт літаків ТБ-3, Р-6, І-16, ДБ-3А, ДБ-3Ф і авіадвигунів М-5, М-17, М-87, М-88. У червні 1940 року вони отримали назву «16-ті стаціонарні авіаційні майстерні».
З початком німецько-радянської війни 16-ті САМ увійшли до складу діючої армії і були єдиним ремонтним підприємством Південного фронту, яке відновлювало пошкоджені у боях літаки і двигуни, а також надавало технічну допомогу безпосередньо у військових частинах.
У 1945 році 16-ті САМ були перейменовані у 95-ті САМ, а з часом — у 224-у авіаційно-ремонтну базу Дальньої авіації (з 1946 року дислокується у м. Конотоп).
З 1963 року 224-а АРБ отримала статус авіаційно-ремонтного заводу (535-й АРЗ, в/ч 21653). До 1964 року АРЗ виконував ремонт стратегічного бомбардувальника Ту-4 і двигунів АШ-73ТК, НК-12.

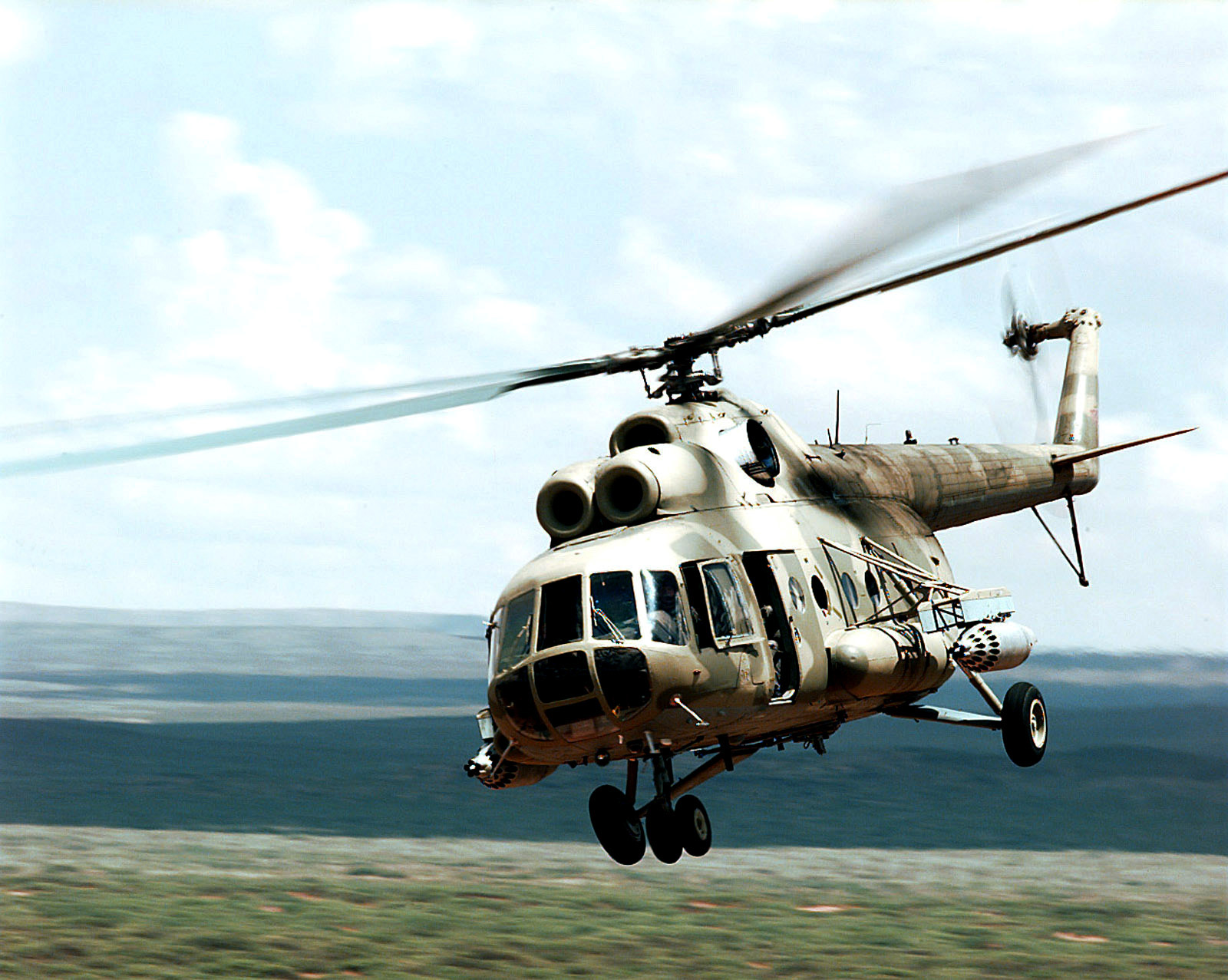
Mi-8 (Мі-17) імітує атаку наземного об'єкта

У 1964 році колектив заводу опанував ремонт принципово нового типу авіаційної техніки — важкого транспортного вертольота Мі-6 і всіх його агрегатів, приладів, авіаційного і радіоелектронного оснащення. Для цього проведена величезна робота з реконструкції підприємства, підготовки персоналу, розробки технічної і технологічної документації. Вже з наступного року завод був визначений урядовою комісією як провідне підприємство з ремонту вертольотів Мі-6 усіх модифікацій.
З 1976 року на заводі ремонтуються бойові вертольоти Мі-24, а з 1989 року — потужніші багатоцільові вертольоти Мі-26.

#### 1991—2014
У 1992 році відбулося перейменування Конотопського авіаційно-ремонтного заводу (535-й АРЗ) в Державне підприємство Міністерства оборони України «Конотопський авіаремонтний завод „АВІАКОН“». Також цього року заводчани опанували ремонт багатоцільового вертольота Мі-8, а з 1993 року — легкого багатоцільового вертольота Мі-2.
З 1996 року й по сьогодні «АВІАКОН» виконує капітально-відновлювальний ремонт вертольотів сімейства МІ виїзними бригадами ДП «АВІАКОН» на базі замовників — експлуатантів літальних апаратів в країнах Східної Європи, Африки та Латинської Америки.
2007 року завод почав проводити капітально-відновлювальний ремонт і переобладнання вертольотів MD-500, 2009 року — технічне обслуговування вертольотів ALOUETTE (з 2013 року ремонт та переобладнання цих вертольотів не відбувається).
2011 року ДП «АВІАКОН» розпочав модернізацію гелікоптерів. Модернізовані вертольоти Мі-24ПУ1 було поставлено Армійській авіації для участі в конфлікті 2014 року.

### Після 2014
5 вересня 2018 року Міністр внутрішніх справ Арсен Аваков під час візиту до Туреччини повідомив, що Україна виграла тендер на ремонт та модернізацію 17-ти гелікоптерів Мі-17-1В турецької жандармерії.
Загальна вартість угоди — 40 млн доларів.
Цей контракт буде реалізовано на заводі «Авіакон» у Конотопі за участі запорізької компанії «Мотор-Січ». Також у модернізації візьму участь турецька компанія ASELSAN, яка ще у квітні 2017-го року оголосила про наміри вийти на ринок авіаоніки для гелікоптерів Мі-17. До авіаційного корпусу Жандармерії Туреччини у 1995 році було придбано 19 гелікоптерів Мі-17.

## Діяльність на сучасному етапі
На цей час пріоритетними напрямками діяльності є:
- капітально-відновлювальний ремонт, переобладнання і модернізація вертольотів Мі-17, Мі-8, Мі-24, Мі-35, Мі-26, Мі-2 усіх модифікацій;
- ремонт агрегатів вертолітного, приладного, спец- і радіоелектронного оснащення;
- дослідження технічного стану вертольотів у місцях, де вони експлуатуються;
- подовження міжремонтних ресурсів;
- антикорозійна обробка планера ЛА, фарбування поліуретановими емалями фірми «Дюпон»;
- виготовлення засклення вертольотів типу Мі усіх типів і модифікацій;
- виготовлення гумовотехнічних виробів для агрегатів вертольотів;
- навчання, перенавчання і підвищення кваліфікації авіаційного персоналу замовника.

Останніми роками важливим напрямком подальшого розвитку підприємства стало відпрацювання варіантів модернізації вертольотів, яке забезпечує підвищення живучості ЛА, їх вогневої потужності і поліпшення навігаційних характеристик. Під час проведення капітального ремонту вертольотів, на вимогу замовника, ДП «АВІАКОН» комплексно забезпечує наступними видами робіт з модернізації:
1. оригінальна технологія динамічного балансування несучого і рульового гвинтів вертольотів, яка забезпечує зниження рівня вібрації і значно підвищує точність застосування засобів ураження;
2. цифрова система записів параметрів вертольотів;
3. встановлення двигунів ТВ3-117ВМ/ВМА, які мають покращені характеристики потужності;
4. встановлення оснащення для застосування вертольотів за вимогами ICAO і НАТО;
5. встановлення систем ефективного захисту від теплових ракет типу АДРОС;
6. адаптація вертольотів під вимоги замовника;
7. захист фюзеляжів вертольотів від корозійних ушкоджень;
8. подовження життєвого циклу вертольотів.

## Сертифікація
У 1999 році завершена загальна робота з підготовки виробництва до виконання вимог стандартів ISO-9002, AS-9000, MTL-Q-9858А, IAR-145. Впровадження вимог ISO-9002:1994 було підтверджено спеціалістами «Бюро Верітас Франція», про що свідчить виданий заводу сертифікат ISO-9002 № 65249 від 27.01.2000 року.
Діюча система якості на підприємстві постійно удосконалюється. У 2003 році підготовлена система менеджменту якості, яка успішно пройшла ресертифікацію за вимогами ISO-9001 версії 2000, що підтверджує сертифікат за номером 151150, а також сертифікат AS/EN 9110 № 125055/В.
Крім міжнародних стандартів системи якості, ДП МО України «АВІАКОН» акредитований низкою внутрішньодержавних уповноважених органів України, передусім Міністерством оборони України (сертифікат № 002Г від 26.06.2001 року, діючий протягом 5 років). Високий рівень виробництва неодноразово підтверджувався замовниками, а саме: сертифікат схвалення № НдСАА042 (Угорщина) і сертифікати Головного інспекторату Цивільної авіації (Польща) № GILK-78 від 06.06.2000 р., № GILK-78/01/R1 від 09.07.2001 р., № GILK-78/00R2 від 13.11.2002 р.